# Konzertmusik pour orchestre à cordes et cuivres
 (mai 2025).
Si vous disposez d'ouvrages ou d'articles de référence ou si vous connaissez des sites web de qualité traitant du thème abordé ici, merci de compléter l'article en donnant les références utiles à sa vérifiabilité et en les liant à la section « Notes et références ».
La Konzertmusikpour orchestre à cordes et cuivres, op. 50 est une œuvre de Paul Hindemith, écrite en 1930.

## Caractéristiques
Il s'agit d'une œuvre commandée par Serge Koussevitzky pour le 50e anniversaire de l'Orchestre symphonique de Boston (parmi les autres partitions commandées à cette occasion on note le  Concerto en sol majeur de Maurice Ravel et la Symphonie de Psaumes d'Igor Stravinsky). La première en a lieu le 4 avril 1931 par l'orchestre dédicataire.
L'année 1930 voit apparaître deux autres Konzertmusik (que l'on peut traduire par pièce pour orchestre) chez le même compositeur : la Konzertmusik pour alto et orchestre de chambre op. 48 et la Konzertmusik pour piano, cuivres et harpe op.49. Le musicien ne reprend plus ensuite cette forme musicale.
Elle comporte deux mouvements, chacun divisé en plusieurs sections et dont l'interprétation dure environ vingt minutes.
- Mässig schnell, mit Kraft – Sehr breit, aber stes fliessend
- Lebhaft – Langsam – Im ersten Zeitmass